# Defecation (groupe)
Pour les articles homonymes, voir Défécation (homonymie).
Defecation est un groupe de grindcore américain, originaire de Las Vegas, dans le Nevada. Les deux seuls membres de ce groupe sont Mick Harris et Mitch Harris. Alors que Mick et Mitch sont des musiciens en contrat avec Earache Records, la maison de disques britannique, célèbre pour sa contribution à la naissance du grindcore, ces deux albums sont publiés chez Nuclear Blast.

## Biographie
Avant la formation de Defecation, Mick est batteur au sein de Napalm Death, et Mitch est le guitariste de Righteous Pigs. Ils décideront par la suite de former un projet commun. Malgré leur homonymie, Mick et Mitch n’ont aucun lien de parenté (l’un est britannique, l’autre américain) ; néanmoins, ce sont des membres des débuts du mouvement musical appelé grindcore. Tous deux ont joué au sein de Napalm Death. Harris est un batteur de très grande renommée, il est considéré comme l’un des inventeurs du blast beat.
Ils forment Defecation en été 1987, et publient l'album Purity Dilution au label Nuclear Blast Records en 1989. L’album Purity Dilution rencontre un succès pour ce type de production et contribue à lancer le label. Peu après la sortie de Purity Dilution, Mick quitte le groupe et Napalm Death en 1991. Mitch Harris et Jesse Pintado se joignent à Napalm Death, et Defecation est mis en suspens pendant un certain temps.
Le groupe se reforme en 2000. Quatorze ans après le premier album, Mitch enregistre le second album, intitulé Intention Surpassed. Sur le second album, Mitch joue aussi les parties de batterie. L'album est annoncé en janvier 2003 chez Nuclear Blast.

## Membres

### Membre actuel
- Mitch Harris - guitare, basse, voix, batterie

### Ancien membre
- Mick Harris - batterie, voix,

## Discographie
- 1989 : Purity Dilution
- 2003 : Intention Surpassed